# Lyudmyla Yosypenko
Lyudmyla Yosypenko (née le 24 septembre 1984 à Yahotyn) est une heptathlonienne ukrainienne.

## Carrière
Après avoir terminé deuxième des championnats d'Europe 2012 et quatrième aux Jeux olympiques de 2012, des valeurs anormales sont détectées sur son passeport biologique. Elle est suspendue 4 ans par l'IAAF avec annulation de tous ses résultats à partir du 25 août 2011.

## Palmarès
| Date | Compétition                           | Lieu                                  | Résultat |
| ---- | ------------------------------------- | ------------------------------------- | -------- |
| 2007 | TNT - Fortuna Meeting                 | Kladno                                | 3e       |
| 2009 | Hypo-Meeting                          | Götzis                                | 3e       |
| 2009 | Championnats du monde                 | Berlin                                | 5e       |
| 2009 | Décastar                              | Talence                               | 2e       |
| 2010 | Hypo-Meeting                          | Götzis                                | 3e       |
| 2010 | TNT - Fortuna Meeting                 | Kladno                                | 3e       |
| 2010 | Championnats d'Europe                 | Barcelone                             | 6e       |
| 2011 | Coupe d'Europe des épreuves combinées | Toruń                                 | 2e       |
| 2012 | Hypo-Meeting                          | Götzis                                | DQ       |
| 2012 | Championnats d'Europe                 | Helsinki                              | DQ       |
| 2012 | Coupe du monde des épreuves combinées | Coupe du monde des épreuves combinées | DQ       |

## Records
| Épreuve    | Performance | Lieu    | Date              |
| ---------- | ----------- | ------- | ----------------- |
| Heptathlon | 6 423 pts   | Talence | 20 septembre 2009 |
| Pentathlon | 4 298 pts   | Soumy   | 13 février 2007   |